# Alimañas
Alimañas es una película española de comedia negra de 2023 escrita y dirigida por Pep Antón Gómez y Jordi Sánchez y protagonizada por Sánchez, Carlos Areces, Sílvia Abril, Loles León y Carmina Barrios.

## Sinopsis
Carlos y Paco son dos hermanos muy diferentes. Uno es emprendedor e independiente, el otro es apocado y sigue muy apegado a su madre. Lo único que les une es su ansia por heredar el edificio de apartamentos lleno de inquilinos de renta antigua, del que es dueña su madre, Doña Pura.

## Reparto
| Intérprete        | Personaje       |
| ----------------- | --------------- |
| Jordi Sánchez     | Paco            |
| Carlos Areces     | Carlos          |
| Loles León        | Nieves          |
| Sílvia Abril      | Mari Ángeles    |
| Carmina Barrios   | Chita           |
| Pilar Bergés      | Margarita       |
| Saturnino García  | Padre Nieves    |
| Mara Ballestero   | Pura            |
| Blanca Martínez   | Lola            |
| Pere Vallribera   | Pau             |
| Antonio Resines   | Pablo, Médico   |
| David Olivares    | Policía 1       |
| Fran Arráez       | Policía 2       |
| Val Semure        | Elisenda Alonso |
| Bernardo Rivera   | Camarero        |
| Manel Castillejos | Doctor Gómez    |
| Jacob Petrus      | Presentador TV  |
| Ayanta Barilli    | Locutora        |

## Producción
La película es una producción de Feelgood, Kowalski Films, Goblin Audiovisual y Alimañas AIE, con la asociación de Sony Pictures International Productions, la participación de RTVE, Movistar Plus+ y Canal Sur y financiación de la Comunidad de Madrid y del ICAA.

## Estreno
Incluido como una incorporación tardía al programa del Festival CLAM con sede en Manresa, Alimañas se estrenó el 20 de octubre de 2023. Distribuida por Sony Pictures Entertainment, se estrenó en cines en España el 27 de octubre de 2023.

## Críticas
Enid Román Almansa de Cinemanía calificó la película con 2½ de 5 estrellas, considerándola "hecha para los fans de los actores y de nadie más".
Pablo Vázquez de Fotogramas calificó la película con 3 de 5 estrellas, describiéndola como "moralmente sórdida, minimalista, nihilista, incómoda y oscura como la panza de una rata, a veces tosca y a menudo insidiosa".